# Народи Китаю

Етнолінгвістична карта Китаю

Офіційно в Китаї налічується 56 національностей. Оскільки ханьці становлять приблизно 92 % населення країни, інші народи зазвичай називають національними меншинами.
На практиці багато малих етномовної групи об'єднані з більшими і реальна кількість етнічних груп значно вище. Так, згідно з Ethnologue [Архівовано 9 грудня 2012 у Archive.is], у Китаї налічується 299 мов — 298 живих і одна зникла (чжурчженська).
Варто також зазначити, що хоча більшість жителів південних провінцій Китаю говорять на китайських діалектах, що значно відрізняються від офіційного стандарту, заснованого на північних діалектах (напр, кантонців, жителі Фуцзяні, хакка тощо), Вони розглядаються офіційно не як окремі національності, а як частина ханської національності.
В окремі періоди кількість офіційно визнаних груп відрізнялося. Так, під час перепису 1953 року була зазначена 41 національна меншина. А під час перепису 1964 року було зареєстровано 183 національних меншини, з яких уряд визнав тільки 54. З решти 129 народів 74 були включені до складу визнаних 54, в той час як 23 були класифіковані як «інші» і 32 як «сумнівні».
У свою чергу, уряди спеціальних адміністративних районів Гонконг і Макао також не роблять різниці між багатьма етнічними групами Китаю.

## Список етнічних груп у Китаї
Нижче у таблиці згруповані за мовним критерієм всі 56 офіційних національностей із зазначенням китайської назви, самоназви, мови, чисельності за даними Шостого Загальнокитайського перепису населення 2010 року і області розселення на території країни.
| українська назва                           | китайська назва кит. (піньїнь)             | самоназва                                                                          | мова | чисельність (2010) | розселення на території КНР (2000) | примітки |
| ------------------------------------------ | ------------------------------------------ | ---------------------------------------------------------------------------------- | --- | ------------------ | --- | --- |
| китайські народи                           |                                            |                                                                                    | |                    | | |
| ханьці                                     | 汉族 (Hàn Zú)                              | 汉族                                                                               | китайська мова, цунь, онг-бе, тибетська мова | 1 220 844 520      | повсюдно | включаючи цунь (кит.: 村族), онг-бе, китайських євреїв, індонезійців |
| хуейцзу                                    | 回族 (Huí Zú)                              | 回民, 回族, 回回                                                                   | китайська мова, мова хечжоу, мова канцзя, цатська мова, мова бай | 10 586 087         | Нінся-Хуейський автономний район (1,86 млн), компактно — у Сіньцзян-Уйгурському автономному районі (840 тисяч), а також у провінціях Ганьсу (1,18 млн), Хенань (950 тисяч)，Цинхай (750 тисяч)， Юньнань (640 тисяч)，Хебей (540 тисяч)，Шаньдун (500 тисяч) тощо.                           | включаючи уцулів (кит.: 回辉族, піньїнь:Huíhuī Zú, канцзя (кит.: 康家, піньїнь:Kāngjiā) |
| Тибетсько-бірманський або китайський народ |                                            |                                                                                    | |                    | | |
| бай                                        | 白族 (Bái Zú)                              | bairt‧zix [pɛ42‧tsi33, пэ-ци]                                                      | мова бай, китайська мова | 1 933 510          | 84 % — у провінції Юньнань, 7,7 % — Гуйчжоу, 7,2 % — Хунань | включаючи Цисинмінь, лунцзя і наньцзин, частину цайцзя |
| Тибетсько-бірманські народи                |                                            |                                                                                    | |                    | | |
| Туцзяни                                    | 土家族 (Tǔjiā Zú)                          | бісека (кит.: 畢兹卡)                                                              | китайська мова, північна туцзя, південна туцзя | 8 353 912          | 31,5 % — у провінції Хунань, 31 % — Хубей, 18 % — Гуйчжоу, 18 % — Чунцін | |
| ї                                          | 彝族 (Yí Zú)                               | ꆈꌠ (Nuosu) [nɔ̄sū] (кит.: 诺素)                                                   | Лолойські мови: носу, насу (кит.: 纳苏), нісу (кит.: 尼苏), сані (кит.: 撒尼), асі (кит.: 阿细), аже (кит.: 阿哲), (ажа), лалуо (кит.: 腊罗) і лолопо (кит.: 罗罗坡) (ліпо, кит.: 理泼)   | 8 714 393          | 61,7 % — у провінції Юньнань, 27,1 % — Сичуань, 10,8 % — Гуйчжоу, декілька тисяч у Гуансі-Чжуанському автономному районі | включаючи фула кит.: 浮拉族, піньїнь: Fúlā Zú, в'єт. Phù Lá), латі кит. 拉志族, пін. Lāzhì Zú, в'єт. La Chí), лімінь та пупео (кит.: 普骠族, піньїнь: Pǔpiào Zú, в'єт. Pu Peo).                                        |
| тибетці                                    | 藏族 (Zàng Zú)                             | тиб. བོད་པ, вайлі bod pa (кит.: 博)                                                 | тибетська мова | 6 282 187          | 45,6 % — Тибетському автономному районі, 23,7 % — у провінції Сичуань, 19,8 % — Цинхай, 8 % — Ганьсу, 2,4 % — Юньнань | включаючи шерпів (кит.: 夏尔巴人, піньїнь: Xiàěrbā Rén), північних пумі (кит.: 差(䃰)没, піньїнь: Cháméi), ладакхі |
| хані                                       | 哈尼族 (Hāní Zú)                           | Haqniq                                                                             | мова хані | 1 660 932          | Юньнань | включаючи акха (кит.: 阿卡族, піньїнь:Ākǎ Zú) і бісу (кит.: 比苏族, піньїнь: Bǐsū Zú) |
| лісу                                       | 傈僳族 (Lìsù Zú)                           | ꓡꓲ-ꓢꓴ, ꓡꓲꓢꓴ                                                                        | мова лісу, мова бай | 702 839            | 96,9 % — у провінції Юньнань, 2,8 % — Сичуань | |
| лаху                                       | 拉祜族 (Lāhù Zú)                           | Ladhulsi, Kawzhawd                                                                 | мова лаху | 485 966            | Юньнань | |
| Насі                                       | 纳西族 (Nàxī Zú)                           | Naqxi [nɑ̀hiˉ /nàhĭˊ]                                                               | мова насі | 326 295            | 95,6 % — у провінції Юньнань, 3,1 % — Сичуань | включаючи мосуо (кит.: 摩梭人, піньїнь: Mósuō Rén) |
| цян                                        | 羌族 (Qiāng Zú)                            | RRmea [ʐme], 尔马 (Ěrmǎ)                                                           | китайська мова, тибетська мова, північноцянська мова, південноцянська мова | 309 576            | Сичуань | |
| Качини                                     | 景颇族 (Jǐngpō Zú)                         | Jingpo (Jinghpaw), Tsaiva, Lech                                                    | качинська мова, цзайва, мару, лаші, ачанська мова, хпон і лісу. | 147 828            | Юньнань | включаючи цзайва (кит.: 载瓦族 піньїнь: Zǎiwǎ Zú), лаші (кит.: 勒期族піньїнь: Lèqī Zú) і мару (кит.: 嬷鲁族 піньїнь: Mālǔ Zú)                                                                                          |
| ачани                                      | 阿昌族 (Āchāng Zú)                         | Ngac'ang                                                                           | ачанська мова | 39 555             | Юньнань | |
| пумі                                       | 普米族 (Pǔmǐ Zú)                           | [phʐẽmi] (кит. 普日米， 培米)                                                      | мова пумі, тибетська мова | 42 861             | Юньнань | |
| ну                                         | 怒族 (Nù Zú)                               | ену (кит.: 峨努), нусу (кит.: 怒苏), ану (кит.: 阿怒), нулун (кит.: 怒龙)          | нусу | 37 523             | Юньнань | включаючи анонг (кит.: 农族, піньїнь: Nóng Zú) |
| цзіно                                      | 基诺族 (Jīnuò Zú)                          | [tɕyno], [kino]                                                                    | цзіно | 23 143             | Юньнань | |
| монпа                                      | 门巴族 (Ménbā Zú)                          | тиб. མོན་པ, вайлі mon pa                                                            | мови монпа, тибетська мова | 10 561             | Тибетський автономний район | |
| дулуни                                     | 独龙族 (Dúlóng Zú)                         | [tɯɹɯŋ]                                                                            | мова дулун | 6930               | Юньнань | |
| лоба                                       | 珞巴族 (Luòbā Zú)                          | богар (博嘎尔/博嘎而), нинпо (宁波), банпо (邦波), дэгэнь (德根)                   | іду-мішмі, тибетська мова | 3682               | Тибетський автономний район | |
| Тайські народи                             |                                            |                                                                                    | |                    | | |
| чжуани                                     | 壮族 (Zhuàng Zú)                           | Bouxcuengh (раніше Bouчcueŋь) (кит.: 布壮)                                         | чжуанська мова, китайська мова | 16 926 381         | Гуансі-Чжуанський автономний район (14,21 млн), Юньнань (1,14 млн), Гуандун (570 тисяч) | включаючи Бунун (кит.: 布央族, піньїнь: Bùyāng Zú) |
| буї                                        | 布依族 (Bùyī Zú)                           | Buxqyaix [pu ʔjai] (кит.: 布雅伊)                                                  | мова буї | 2 870 034          | Гуйчжоу | включаючи мо (кит.: 莫家族, піньїнь: Mòjiā Zú), тхен (кит.: 扬黄族, піньїнь: Yánghuáng Zú) та ай-чам (кит.: 唉查么族, піньїнь: Āicháme Zú)                                                                             |
| Кам                                        | 侗族 (Dòng Zú)                             | Gaeml [kɐm]                                                                        | мова кам | 2 879 974          | Гуйчжоу (1,63 млн), Хунань (840 тисяч), Гуансі-Чжуанський автономний район (300 тисяч) | |
| дайці                                      | 傣族 (Dǎi Zú)                              | [tai51]                                                                            | ли (кит.: 傣仂, піньїнь: Dǎilè), тай-ниа (кит.: 傣那, піньїнь: Dǎinà), тай-понг (кит.: 傣担, піньїнь: Dǎidān), тай-дам (кит.: 傣绷, піньїнь: Dǎibēng), тай-я (кит.: 傣雅, піньїнь: Dǎiyǎ) | 1 261 311          | Юньнань | включаючи ли (кит.: 卢族, піньїнь: Lú Zú, в'єт. Lự), канг |
| шуйці                                      | 水族 (Shuǐ Zú)                             | sui                                                                                | шуйська мова | 411 847            | Гуйчжоу | |
| мулао                                      | 仫佬族 (Mùlǎo Zú)                          | [mu6lam1]                                                                          | мова мулао | 216 257            | Гуансі-Чжуанський автономний район (170 тисяч)，Гуйчжоу (близько 30 тисяч) | |
| маонань                                    | 毛南族 (Màonán Zú)                         | Anan (кит.: 阿难)                                                                  | мова маонань | 101 192            | Гуансі-Чжуанський автономний район (70 тисяч)，Гуйчжоу | |
| Кадайські народи                           |                                            |                                                                                    | |                    | | |
| гелао                                      | 仡佬族 (Gēlǎo Zú)                          | [klau]                                                                             | мова гелао | 550 746            | Гуйчжоу (560 тисяч), Гуансі-Чжуанський автономний район | включаючи частину цайцзя |
| Народи лі                                  |                                            |                                                                                    | |                    | | |
| лі                                         | 黎族 (Lí Zú)                               | hlai                                                                               | мова лі, китайська мова | 1 463 064          | Хайнань | |
| Народи мяо-яо                              |                                            |                                                                                    | |                    | | |
| мяо                                        | 苗族 (Miáo Zú)                             | [m̥ɔ̃ŋ] хмонг                                                                        | хмонг, маоцзяхуа, лінхуа | 9 426 007          | 48,1 % — у провинції Гуйчжоу，21,49 % — Хунань，11,67 % — Юньнань，24 % — Хубей，1,65 % — Сичуань，1,35 % — Гуандун，0,69 % — Хайнань, а также 5,62 % — у Чунцині і 5,18 % — у Гуансі-Чжуанському автономному районі                                                                         | група народів, включаючи лаба |
| яо                                         | 瑶族 (Yáo Zú)                              | [mĭɛn] (кит. 民, 勉)                                                               | мова яо, шаочжоу-тухуа | 2 796 003          | 62,1 % — у Гуансі-Чжуанському автономному районі, 21,5 % — у провінції Хунань, 8,1 % — Юньнань, 6,4 % — Гуандун, 1,5 % — Гуйчжоу | Bāténg Zú}} піньїнь: Bāténg Zú, в'єт. Pà Thén), єжун (кит.: 耶容族, піньїнь: Yēróng Zú), жаоцзя |
| ше                                         | 畲族 (Shē Zú)                              | [hɔ22 ne53] Hone (кит.: 活聂)                                                      | китайська мова, мова ше | 708 651            | 55 % — у провінції Фуцзянь, 27,4 % — Чжецзян, 12,1 % — Цзянсі, 4,2 % — Гуандун | включаючи дунцзя |
| Мон-кхмерські народи                       |                                            |                                                                                    | |                    | | |
| Ва                                         | 佤族 (Wǎ Zú)                               | Ba rāog (кит.: 巴饶)                                                               | мова ва | 429 709            | Юньнань | |
| булани                                     | 布朗族 (Bùlǎng Zú)                         | Blang                                                                              | мова булан | 119 639            | Юньнань | |
| цзін (кінь, в'єти)                         | 京族 (Jīng Zú)                             | 𠊛京 người Kinh, 𠊛越 người Việt                                                   | в'єтнамська мова | 28 199             | Гуансі-Чжуанський автономний район | |
| палаунг (дєани)                            | 德昂族 (Déáng Zú)                          | Ang (昂), Leng (冷), Liang (梁), Bulei (布雷), Na'annuomai (纳安诺买)              | мова палаунг | 20 556             | Юньнань | |
| Монгольські народи                         |                                            |                                                                                    | |                    | | |
| монголи                                    | 蒙古族 (Měnggǔ Zú)                         | ᠮᠣᠩᠭᠣᠯ, монгол                                                                     | монгольська мова, кадо (мова), бурятська мова, ойратська мова, китайська мова, тибетська мова                                                                                             | 5 981 840          | 70,2 % — в автономному районі Внутрішня Монголія, 12,2 % — у провінції Ляонін, 3,3 % — Цзилінь, 2,9 % — Хейлунцзян, 2,9 % — у Сіньцзян-Уйгурському автономному районі, 1,5 % — у провінції Цінхай; також у провінціях Юньнань, Сичуань, Хебей, Хенань, Ганьсу, Гуйчжоу, у Пекіні, на Тайвані | включаючи тувинців (кит.: 图瓦人, піньїнь: Túwǎ Rén), калмиків (кит.: 卡尔梅克人, піньїнь: Kǎěrméikè Rén), бурят (кит.: 布里亚特人, піньїнь: Bùlǐyàtè Rén) тощо                                                        |
| дунсян                                     | 东乡族 (Dōngxiāng Zú)                      | сарта (кит.: 撒尔塔) або санта                                                     | дунсянська мова, мова танван | 621 500            | 83,3 % — у провінції Ганьсу, 15,1 % — у Сіньцзян-Уйгурському автономному районі | |
| ту                                         | 土族 (Tǔ Zú)                               | [maŋɡuer / moŋɡuer] (кит.: 蒙古尔)                                                 | монгорська мова, мова утунь (кит.: 五屯话) | 289 565            | 77 % — у провінції Цинхай, 12 % — у провінції Ганьсу | |
| даури                                      | 达斡尔族 (Dáwòěr Zú)                       | [taɡʊːr / taɢʊːr]                                                                  | даурська мова, китайська мова | 131 992            | Внутрішня Монголія (понад 70 тисяч), Хейлунцзян (понад 40 тисяч), Сіньцзян-Уйгурський автономний район | |
| баоань                                     | 保安族 (Bǎoān Zú)                          | [bɵ:ŋɑn / ˌpaoˈnaŋ]                                                                | баоанська мова, китайська мова | 20 074             | 90,6 % — у провінції Ганьсу, 5 % — Цинхай, 3,9 % — у Сіньцзян-Уйгурському автономному районі | |
| Тюркські народи                            |                                            |                                                                                    | |                    | | |
| уйгури                                     | 维吾尔族 (Wéiwúěr Zú)                      | ئۇيغۇر Uyƣur [ʔʊɪ'ʁʊː]                                                             | уйгурська мова, китайська мова | 10 069 346         | Сіньцзян-Уйгурський автономний район, близько 5 тисяч в Хунані | |
| казахи                                     | 哈萨克族 (Hāsàkè Zú)                       | قازاقتار қазақтар [qɑzɑqtɑr]                                                       | казахська мова | 1 462 558          | головним чином у Сіньцзян-Уйгурському автономному районі, а також у провінціях Ганьсу і Цинхай, у Шанхаї | |
| киргизи                                    | 柯尔克孜族 (Kēěrkèzī Zú)                   | قىرغىزدار кыргыздар, фуюй. [gɨr.gɨs]                                               | киргизька мова, фуюйсько-киргизька мова, монгольська мова | 186 708            | Сіньцзян-Уйгурський автономний район, Хейлунцзян | включаючи хакасів (кит.: 哈卡斯人 піньїнь: Hākǎsī Rén, кит.: 富裕科尔克孜, піньїнь: Fùyù Kēěrkèz ī) |
| салари                                     | 撒拉族 (Sǎlá Zú)                           | سالار salar                                                                        | саларська мова | 130 607            | 87,8 % — у провінції Цинхай, 7,7 % — Ганьсу, 4,2 % — у Сіньцзян-Уйгурському автономному районі | |
| Жовті уйгури (юйгу)                        | 裕固族 (Yùgù Zú)                           | сар-юг. Sarïg Yogïr [sarɯɢ jʊɢʊr], шир-юг. Šera Yogor [ʃira jʊɢʊr] (кит. 萨里畏吾) | сари-югурська мова, шира-югурська мова, тибетська мова | 14 378             | 96 % — у провінції Ганьсу, 2,3 % — у Сіньцзян-Уйгурському автономному районі | |
| узбеки                                     | 乌孜别克族 (Wūzībiékè Zú)                  | أۇزبېكلار O‘zbeklar                                                                | узбецька мова | 10 569             | Сіньцзян-Уйгурський автономний район | |
| татари                                     | 塔塔尔族 (Tǎtǎěr Zú)                       | تاتارلار Tatarlar                                                                  | татарська мова | 3556               | головним чином у Сіньцзян-Уйгурському автономному районі | |
| Тунгусо-маньчжурські народи                |                                            |                                                                                    | |                    | | |
| маньчжури                                  | 满族 (Mǎn Zú)                              | ᠮᠠᠨᠵᠤ Manju; кит.: 满族                                                            | китайська мова, маньчжурська мова | 10 387 958         | Ляонін (5,39 млн), Хебей (2,12 млн), Хейлунцзян (1,04 млн), Цзилінь (990 тысяч)，Внутрішня Монголія (500 тысяч)，Пекін (250 тисяч), Тяньцзінь, Аньхой, Гуйчжоу, Тайвань | включаючи лужень |
| сибо                                       | 锡伯族 (Xíbó Zú)                           | [šivə]; манч. ᠰᡞᠪᡝ Sibe                                                            | маньчжурська мова (сибинський діалект), китайська мова | 190 481            | 69,4 % — у провінції Ляонін, 19,1 % — у Сіньцзян-Уйгурському автономному районі, 5,3 % — у провінції Хейлунцзян, 2 % — Цзилінь | |
| евенки                                     | 鄂温克族 (Èwēnkè Zú)                       | эвэнкил                                                                            | евенкійська мова, хамніганська мова, якутська мова | 30 875             | 85 % — у Внутрішній Монголії, а також у Хейлунцзяні | включаючи власне евенків (кит.: 吞古 піньїнь: Tūngǔ, кит.: 通古斯 піньїнь:Tōnggǔsī тунгуси), солонів (кит.: 索量 піньїнь: Suǒliàng), хамніганів (кит.: 康尼感 піньїнь: Kāngnígǎn), і якутів (кит.: 压库 піньїнь:Yàkù). |
| орочони                                    | 鄂伦春族 (Èlúnchūn Zú)                     | орочон                                                                             | орочонська мова | 8659               | 51,5 % — у провінції Хейлунцзян, 44,5 %— в автономному районі Внутрішня Монголія, 1,2 % — у провінції Ляонін | евенки-оленярі |
| нанайці (хечже)                            | 赫哲族 (Hèzhé Zú)                          | нāни~нāнай (кит. 那乃，那尼), хэǯэ най                                             | нанайська мова | 5354               | Хейлунцзян | |
|                                            |                                            |                                                                                    | |                    | | |
| корейці                                    | 朝鲜族 (Cháoxiǎn Zú)                       | 조선족, конц. чосонджок                                                            | корейська мова | 1 830 929          | Цзилінь (1,15 млн), Ляонін (390 тисяч), Хейлунцзян (240 тисяч), Внутрішня Монголія, | |
| Тайванські народи                          |                                            |                                                                                    | |                    | | |
| гаошань                                    | 高山族 (Gāoshān Zú)                        |                                                                                    | Тайванські мови | 4009               | Головним чином Тайвань, а також Шанхай, Пекін, Ухань, провінції Фуцзянь, Хенань і Гуансі-Чжуанський автономний район | Загальна назва для корінних народів Тайваню. Вказана чисельність проживаючих на континенті. |
| Індоєвропейські народи                     |                                            |                                                                                    | |                    | | |
| памірські таджики                          | 塔吉克族 (Tǎjíkè Zú)                       | تاجیک тоҷик, сар. [tuʤik]                                                          | ваханська мова, сарикольська мова | 51 069             | Сіньцзян-Уйгурський автономний район | ваханці (кит.: 瓦罕人, піньїнь: Wǎhànrén) і сарикольці (кит.: 撒里库尔(而), піньїнь: Sàlǐkùěr(ér)) |
| росіяни                                    | 俄罗斯族 (Éluósī Zú)                       | росіяни                                                                            | російська мова, китайська мова | 15 393             | Сіньцзян-Уйгурський автономний район (9 тисяч), Внутрішня Монголія (5 тисяч), Хейлунцзян (≈450), Пекін (216), Тяньцзінь (60) | (албазинці) |
|                                            |                                            |                                                                                    | |                    | | |
| національність не визначена                | національність не визначена                | національність не визначена                                                        | національність не визначена | 640 101            | 640 101 | 640 101 |
| іноземці, які взяли китайське громадянство | іноземці, які взяли китайське громадянство | іноземці, які взяли китайське громадянство                                         | іноземці, які взяли китайське громадянство | 1448               | 1448 | 1448 |